# Mark Howe
Temple de la renommée : 2011
Temple de la renommée américain : 2003
Mark Steven Howe (né le 28 mai 1955 à Détroit aux États-Unis) est un joueur professionnel de hockey sur glace ayant la double nationalité canado-américaine qui évoluait au poste de défenseur. Il est le fils du célèbre Gordie Howe et neveu de Vic Howe.

## Carrière

### Amateur
Howe débute dans les rangs des Red Wings de Détroit juniors. En 1972, il participe aux Jeux olympiques d'hiver avec l'équipe des États-Unis qui remporte la médaille d'argent. Il remporte ensuite la Coupe Memorial en 1973 avec les Marlboros de Toronto qui évoluent dans la Ligue de hockey de l'Ontario. Il inscrit deux buts et réalise trois passes décisives lors de la finale et est désigné meilleur joueur du tournoi. Ce soir là, Bill Dineen président des Aeros de Houston de l'Association mondiale de hockey est venu voir jouer les frères Howe.

### Professionnelle
En 1973, il décide de jouer dans l'association mondiale de hockey aux côtés de son frère Marty et de son père Gordie. Emmenés par la famille Howe, les Aeros de Houston remportent la coupe Avco décernée au vainqueur de l'AMH. Mark, qui joue alors ailier gauche reçoit le trophée Lou-Kaplan remis aux meilleur joueur recrue de l'année. Lors de la saison 1976-77, il devient défenseur à part entière et à l'issue de cette saison, les Howe rejoignent les Whalers de la Nouvelle-Angleterre.
Quand l'AMH cesse ses activités en 1979, les Howe suivent la franchise qui devient les Whalers de Hartford dans la Ligue nationale de hockey. Cette saison 1979-80 est la dernière où les trois membres de la famille Howe jouent ensemble, Gordie prenant sa retraite à l'issue de celle-ci. Lors de la saison suivante, Mark est invité au Match des étoiles puis joue pour l'équipe des États-Unis lors de la Coupe Canada.
En 1982, il est échangé aux Flyers de Philadelphie, le séparant ainsi de son frère pour le reste de sa carrière. Il joue une nouvelle Coupe Canada en 1984 puis dispute la finale de la Coupe Stanley en 1985, finale perdue 1-4 contre les Oilers d'Edmonton. Il joue ensuite une de ses meilleures saisons en 1985-1986, étant sélectionné dans la première équipe d'étoiles de la LNH, participant au Match des étoiles de la LNH et remportant le Trophée plus-moins de la LNH. En 1987, il dispute une nouvelle fois la finale de la Coupe Stanley, finale encore perdue face aux Oilers, et dispute sa troisième et dernière Coupe Canada.
En 1992, il signe comme agent libre avec les Red Wings de Détroit avec lesquels il termine sa carrière en 1995.

## Statistiques
| Saison     | Équipe                            | Ligue          |     | Saison régulière | Saison régulière | Saison régulière | Saison régulière | Saison régulière |    | Séries éliminatoires | Séries éliminatoires | Séries éliminatoires | Séries éliminatoires | Séries éliminatoires |
| Saison     | Équipe                            | Ligue          | PJ  | B                | A                | Pts              | Pun              | PJ               | B  | A                    | Pts                  | Pun                  |                      |                      |
| 1970-1971  | Red Wings de Détroit Jr.          | SOJHL          | 44  | 37               | 70               | 107              | 0                |                  |    |                      |                      |                      |                      |                      |
| 1971-1972  | États-Unis                        | JO             | 11  | 3                | 1                | 4                | 0                |                  |    |                      |                      |                      |                      |                      |
| 1972-1973  | Marlboros de Toronto              | OHA Jr.        | 60  | 38               | 66               | 104              | 27               |                  |    |                      |                      |                      |                      |                      |
| 1973       | Marlboros de Toronto              | Coupe Memorial | -   | -                | -                | -                | -                | 3                | 4  | 4                    | 8                    | 6                    |                      |                      |
| 1973-1974  | Aeros de Houston                  | AMH            | 76  | 38               | 41               | 79               | 20               | 14               | 9  | 10                   | 19                   | 4                    |                      |                      |
| 1974-1975  | Aeros de Houston                  | AMH            | 74  | 36               | 40               | 76               | 30               | 13               | 10 | 12                   | 22                   | 0                    |                      |                      |
| 1975-1976  | Aeros de Houston                  | AMH            | 72  | 39               | 37               | 76               | 38               | 17               | 6  | 10                   | 16                   | 18                   |                      |                      |
| 1976-1977  | Aeros de Houston                  | AMH            | 57  | 23               | 52               | 75               | 46               | 11               | 4  | 10                   | 14                   | 2                    |                      |                      |
| 1977-1978  | Whalers de la Nouvelle-Angleterre | AMH            | 70  | 30               | 61               | 91               | 32               | 14               | 8  | 7                    | 15                   | 18                   |                      |                      |
| 1978-1979  | Whalers de la Nouvelle-Angleterre | AMH            | 77  | 42               | 65               | 107              | 32               | 6                | 4  | 2                    | 6                    | 6                    |                      |                      |
| 1979-1980  | Whalers de Hartford               | LNH            | 74  | 24               | 56               | 80               | 20               | 3                | 1  | 2                    | 3                    | 2                    |                      |                      |
| 1980-1981  | Whalers de Hartford               | LNH            | 63  | 19               | 46               | 65               | 54               | --               | -- | --                   | --                   | --                   |                      |                      |
| 1981-1982  | Whalers de Hartford               | LNH            | 76  | 8                | 45               | 53               | 18               | --               | -- | --                   | --                   | --                   |                      |                      |
| 1982-1983  | Flyers de Philadelphie            | LNH            | 76  | 20               | 47               | 67               | 18               | 3                | 0  | 2                    | 2                    | 4                    |                      |                      |
| 1983-1984  | Flyers de Philadelphie            | LNH            | 71  | 19               | 34               | 53               | 44               | 3                | 0  | 0                    | 0                    | 2                    |                      |                      |
| 1984-1985  | Flyers de Philadelphie            | LNH            | 73  | 18               | 39               | 57               | 31               | 19               | 3  | 8                    | 11                   | 6                    |                      |                      |
| 1985-1986  | Flyers de Philadelphie            | LNH            | 77  | 24               | 58               | 82               | 36               | 5                | 0  | 4                    | 4                    | 0                    |                      |                      |
| 1986-1987  | Flyers de Philadelphie            | LNH            | 69  | 15               | 43               | 58               | 37               | 26               | 2  | 10                   | 12                   | 4                    |                      |                      |
| 1987-1988  | Flyers de Philadelphie            | LNH            | 75  | 19               | 43               | 62               | 62               | 7                | 3  | 6                    | 9                    | 4                    |                      |                      |
| 1988-1989  | Flyers de Philadelphie            | LNH            | 52  | 9                | 29               | 38               | 45               | 19               | 0  | 15                   | 15                   | 10                   |                      |                      |
| 1989-1990  | Flyers de Philadelphie            | LNH            | 40  | 7                | 21               | 28               | 24               | --               | -- | --                   | --                   | --                   |                      |                      |
| 1990-1991  | Flyers de Philadelphie            | LNH            | 19  | 0                | 10               | 10               | 8                | --               | -- | --                   | --                   | --                   |                      |                      |
| 1991-1992  | Flyers de Philadelphie            | LNH            | 42  | 7                | 18               | 25               | 18               | --               | -- | --                   | --                   | --                   |                      |                      |
| 1992-1993  | Red Wings de Détroit              | LNH            | 60  | 3                | 31               | 34               | 22               | 7                | 1  | 3                    | 4                    | 2                    |                      |                      |
| 1993-1994  | Red Wings de Détroit              | LNH            | 44  | 4                | 20               | 24               | 8                | 6                | 0  | 1                    | 1                    | 0                    |                      |                      |
| 1994-1995  | Red Wings de Détroit              | LNH            | 18  | 1                | 5                | 6                | 10               | 3                | 0  | 0                    | 0                    | 0                    |                      |                      |
| Totaux LNH | Totaux LNH                        | Totaux LNH     | 929 | 197              | 545              | 742              | 455              | 101              | 10 | 51                   | 61                   | 34                   |                      |                      |
| Totaux AMH | Totaux AMH                        | Totaux AMH     | 426 | 208              | 296              | 504              | 198              | 75               | 41 | 51                   | 92                   | 48                   |                      |                      |

## Honneurs et récompenses
1971
- Première équipe d'étoiles de l'OJHL

1974
- Deuxième équipe d'étoiles de l'AMH
- Trophée Lou-Kaplan

1979
- Première équipe d'étoiles de l'AMH

1981
- Match des étoiles de la LNH

1983
- Première équipe d'étoiles de la LNH
- Match des étoiles de la LNH

1986
- Première équipe d'étoiles de la LNH
- Match des étoiles de la LNH
- Vainqueur du Trophée plus-moins de la LNH

1987
- Première équipe d'étoiles de la LNH

1988
- Match des étoiles de la LNH